# Shannonomyia providens
Shannonomyia providens är en tvåvingeart som beskrevs av Alexander 1950. Shannonomyia providens ingår i släktet Shannonomyia och familjen småharkrankar.
Artens utbredningsområde är Venezuela. Inga underarter finns listade i Catalogue of Life.